# Marta Tafalla
Marta Tafalla González (Barcelona, 1972) es una filósofa y profesora universitaria española.

## Trayectoria
Marta Tafalla se licenció en Filosofía por la Universidad Autónoma de Barcelona (UAB). En sus años de estudiante trabajó como voluntaria para Amnistía Internacional. Una vez licenciada consiguió una beca FPI, periodo durante el cual hizo estancias de investigación en las universidades de Friburgo y Münster, así como cursos complementarios en las universidades de Heidelberg y Bamberg.
En 2002 se doctoró en Filosofía con una tesis sobre Theodor Adorno, publicada por Herder Editorial (Theodor W. Adorno. Una filosofía de la memoria, 2003). En 2004 obtuvo una beca postdoctoral DAAD en la Universidad de Potsdam, y en 2006 realizó una estancia de investigación en la Universidad de Londres gracias a un programa de la UAB y a una beca de la Generalidad de Cataluña. En 1998 empezó a dedicarse a la docencia e impartir clases en la UAB.
Es miembro del consejo científico del Center for Animal Ethics (UPF-CAE) de la Universidad Pompeu Fabra. Ha centrado su trabajo de investigación en la relación entre animales, humanos y naturaleza desde una perspectiva ética y estética.

## Obra Literaria
Tafalla compagina su trabajo como profesora e investigadora en filosofía con la creación literaria, siendo autora de varias publicaciones. En 2004 fue la editora de la antología de textos Los derechos de los animales (Idea Books). En 2006 publicó la novela La Biblioteca de Noé (Herder) y en 2010 Nunca sabrás a qué huele Bagdad (UAB).
En 2019 publicó el ensayo Ecoanimal. Una estética plurisensorial, ecologista y animalista (Plaza y Valdés), en el que vuelve a pensar nuestra relación con la naturaleza y desarrolla una propuesta estética plurisensorial, ecologista y animalista imprescindible para abordar los retos del momento.
En 2022 publica Filosofía ante la crisis ecológica. Una propuesta de convivencia con las demás especies: decrecimiento, veganismo y rewilding (Plaza y Valdés).